# Coursetia hassleri
Coursetia hassleri är en ärtväxtart som beskrevs av Robert Hippolyte Chodat. Coursetia hassleri ingår i släktet Coursetia, och familjen ärtväxter. Inga underarter finns listade i Catalogue of Life.